# Char Aznable
Char Aznable (シャア・アズナブル, Shā Azunaburu) est un personnage de fiction de la franchise Gundam. C’est à l’origine l’un des principaux antagonistes dans la toute première série de la franchise, Mobile Suit Gundam, puis il devient l’allié des personnages principaux dans Mobile Suit Zeta Gundam. Il apparaît pour la dernière fois dans le film Mobile Suit Gundam : Char contre-attaque en tant que principal antagoniste, dirigeant le second mouvement Neo Zeon.
Char a de nombreux alias : ses talents de combattants lui ont valu le surnom de Comète rouge (赤い彗星のシャア, Akai Suisei no Shā) lors la bataille de Loum (durant la guerre d’indépendance de Zeon). Quand les circonstances l'ont poussé à cacher un nom trop célèbre, il a utilisé les pseudonymes Edward Mass — sa sœur adopte simultanément le pseudonyme Sayla Mass, et contrairement à son frère, n'en change plus — et Quattro Bajeena. Même « Char Aznable » est un nom d'emprunt : son nom de naissance est Casval Rem Daikun. Casval et Char étaient des amis récents, et sosies sauf pour la couleur des yeux. Ils ont échangé d'identité, et le vrai Char est mort peu après.
Ce personnage jouit d'une popularité importante au Japon où il est une figure emblématique de la franchise.

## Histoire
Né Casval Rem Daikun, c’est le grand frère de Sayla Mass (née Artesia Som Daikun) et le fils de Zeon Zum Daikun, philosophe créateur du contolisme, partisans précurseur de l'indépendance des colonies spatiales vis-à-vis de la Fédération Terrestre et le fondateur de la République de Zeon sur Side 3.

### Origine et enfance
Dans le manga Mobile Suit Gundam : les origines, Casval et sa sœur Artesia – tous deux très jeunes – s’échappent de Side 3 peu de temps après la mort de leur père, aidés par un ami de la famille nommé Jimba Ral (le père de Ramba Ral, qui se battra aux côtés de Char dans Mobile Suit Gundam). Ils passent ensuite de nombreuses années dans le luxe sous la protection de l’aristocrate Don Teabolo Mass, qui les élève comme ses propres enfants – c’est ce dernier les nommera d’ailleurs Edward et Sayla. Durant tout ce temps, Jimba Ral est obligé de constamment protéger Casval de la famille Zabi, celle-là même qui a trahi et tué son père. Mais à la suite d'une tentative d’assassinat raté de très peu durant laquelle Jimba Ral est tué, les deux jeunes gens s’enfuient sur la colonie Texas de Side 5.
Ils y vivent un moment chez le responsable de la colonie, nommé Roger Aznable, mais toujours sous la protection de Teabolo Mass. Étrangement, le fils de Roger, nommé Char Aznable, et Casval se ressemblent de manière troublante, excepté pour les yeux (ceux de Casval sont bleus, tandis que Char les a marron). Cédant à la propagande de Gihren Zabi, un dignitaire de la famille Zabi, Char décide ensuite contre l’avis de son père de rejoindre une école pour officier sur Side 3. Casval décide alors de l’accompagner anonymement. Kycilia Zabi découvre très vite que Casval projette de venir sur Side 3 et ordonne son assassinat, sans même en référer à Gihren. De leur côté, les deux jeunes gens ont réservé une place sur le même vol, mais un antique pistolet et de faux explosifs sont trouvés dans le sac de Char. Ne voulant pas être en retard à l’examen d’entrée, il accepte la proposition de Casval d’échanger leurs vêtements, se ressemblant comme des jumeaux. C’est ainsi que Char embarque dans le vaisseau sous le nom d’Edward Mass, tandis que son ami est retenu au sol. Peu de temps après le départ, le vaisseau explose (probablement l’œuvre des hommes de main de Kycilia) ; le nom d’Edward Mass figure sur la liste des morts et Casval entre donc sous le nom de Char Aznable à l’académie militaire de Zeon. Il y porte des lunettes de soleil pour dissimuler ses yeux bleus (cela deviendra un trait caractéristique du personnage).
À l’académie, Char (c’est ainsi que nous l’appellerons désormais) excelle à l’entraînement, et devient l’ami de Garma Zabi. Au niveau géopolitique, c’est à ce moment que les relations entre la république de Zeon (devenue depuis le duché de Zeon) et la Fédération terrienne se détériorent ; cette dernière augmente de fait sa mobilisation militaire à Side 3. La veille de l’arrivée des troupes, Char incite Garma à prendre la tête d’un petit groupe d’étudiants pour prendre d’assaut la base de la Fédération. Mais les hostilités étant finalement déclenchées, il rejoint l’unité d’assaut des Mobile Suit de Zeon sous les ordres de l’amiral Dozle Zabi. Durant notamment la bataille de Loum, il fait preuve d’un sens du combat hors du commun, détruisant à lui seul cinq vaisseaux de combat lourd (série Magellan), qui lui vaut son surnom de « Comète rouge ». À la suite de cette bataille, il est exceptionnellement promu lieutenant-colonel.

### Mobile Suit Gundam
Durant la guerre d’indépendance de Zeon dans la série Mobile Suit Gundam, Char montre non seulement de grandes capacités de pilotage, mais aussi de tacticien et de commandant. Plus tard, durant la guerre, une profonde rivalité se crée entre lui et Amuro Ray, et il se lie d’amitié avec Lalah Sune, une « newtype » qu’il sauve d’un bordel indien. Char devient d’ailleurs lui-même un newtype, ce qui lui permet de développer des liens psychiques avec Amuro et Lalah. Il parvient souvent à manipuler ou influencer les autres grâce à son charisme naturel ; ainsi, Lalah est tuée dans une bataille, prenant un coup d’Amuro qui lui était destiné pour le protéger. Cet événement engendra une haine implacable entre Char et Amuro, tous deux très proches de la jeune fille.
Durant la guerre, l’ordre moral de Zeon forge son identité : le duché est largement autoritaire et valorise son indépendance par rapport à la Terre, puis plus tard la destruction de cette dernière. Cette volonté de libérer tous ceux qui sont « piégés par la gravité » lui permet d’affronter les conséquences les plus meurtrières avec dignité, préservant sa place.
Lors de la bataille d’A Baoa Qu, la rivalité et la haine entre Amuro et Char atteint son paroxysme alors qu’ils engagent un violent combat au pistolet puis au sabre, après avoir mutuellement détruit leur Mobile Suit. À la fin du combat, les deux combattants se transpercent : à travers le bras pour Amuro et à travers son casque pour Char, ce qui lui laissera d’ailleurs une cicatrice au front. Sayla s’interpose alors entre eux pour faire cesser le duel. Son frère réalise à ce moment qu’il s’est laissé distraire par sa rivalité avec Amuro et décide de se reconcentrer sur son véritable ennemi : la famille Zabi. S’ensuit une explosion qui les sépare et de laquelle Char sauve sa sœur. Apprenant d’un soldat mourant que Kycilia Zabi, la dernière survivante de sa famille, était sur le point de s’échapper, il demande à Sayla « d’être une gentille fille » et de rejoindre Amuro, avant de la quitter, un lance-roquette en main. Il détruit alors le vaisseau de Kycilia, qui meurt sur le coup. Il disparaît après cet épisode.

### Mobile Suit Gundam: Char’s Deleted Affair
À la fin de la guerre d’indépendance de Zeon, Char gagne la colonie Axis qu’il protège de la Fédération lors de deux importantes batailles, comme relaté dans le manga Char's Deleted Affair. En l’an U.C. 0082, il quitte cet endroit pour effectuer une mission spéciale sur Side 3 : protéger Haman Karn lors d’un audit sur la colonie.
Toutefois, Haman et lui repartent précipitamment sur Axis au mois de mai de la même année, apprenant que le maharaja Karn était atteint d’une maladie incurable. Ils sont interceptés en chemin par une faction de la colonie menée par le colonel Enzo qui prône une guerre contre la Fédération. Tout cela finit par mener à une guerre civile que Char et Haman remportent. Hélas, le maharaja Karn meurt juste avant la fin du conflit, laissant Haman maître d’Axis et de Mineva. Peu de temps après cet épisode, l’assistante de Haman, nommée Natalie Bianchi, avec laquelle Char a une liaison, est assassinée alors qu’elle est enceinte (meurtre causé par inadvertance par Haman), ce qui a pour effet de faire tomber Char dans une profonde dépression. Cela et des divergences d’opinions avec Haman sur l’avenir d’Axis et de Zeon le conduisent à quitter définitivement l’astéroïde le 29 octobre 83, emmenant dans sa suite six cents soldats.

### Mobile Suit Zeta Gundam
Quatre ans plus tard, Char réapparaît dans la série Mobile Suit Zeta Gundam, arborant des lunettes de soleil en lieu et place de son casque habituel. Après les épisodes d’Axis relatés plus haut, il part sur la Terre en septembre U.C. 0084 pour infiltrer les forces de la Fédération sous le pseudonyme de Quattro Bajeena. Mais presque immédiatement, il se retrouve confronté aux Titans, une nouvelle unité d’élite de la Terre et doit abattre deux vaisseaux de guerre dans les heures qui suivent son arrivée. Puis, après avoir rencontré un politicien nommé Blex Forer, Char rejoint un groupe d’anciens soldats de la Fédération : l’AEUG, et en devient rapidement un des meneurs.
Dans cette série, Char se retrouve dans le camp du personnage principal (à la différence de Mobile Suit Gundam où il jouait le rôle du « méchant »), Kamille Bidan, et lui sert de mentor dans la rébellion menée contre la dictature des Titans. Il est même un des alliés de ses anciens grands rivaux Amuro Ray, Hayato Kobayashi et Bright Noa ; il sert d’ailleurs sous les ordres de ce dernier comme leader de l’escouade des Mobile Suit de l’AEUG.
Toutefois, cette période est source de doutes pour Char : il perd confiance en ses capacités de stratège et de meneur. Cela semble le terrifier, lui qui ne montre habituellement aucun sentiment durant les guerres. Lorsqu’il porte le nom de Quattro au début, il se place d’ailleurs volontiers sous les ordres de ses anciens ennemis. Il prend aussi conscience à ce moment qu’un compromis peut être trouvé quant à l’avenir de la Terre et des colonies spatiales. Plus tard dans la série, même Bright Noa l’exhortera à reprendre sa véritable identité et à devenir un des leaders des habitants des colonies, alors qu’il le détestait dans Mobile Suit Gundam. Ainsi, le personnage est peint comme un héros luttant sans relâche pour la liberté des habitants de l’espace. Le discours politique diffusé dans tout l’univers qu’il prononce au siège de la Fédération à Dakar reste un des événements les plus importants de l’ère U.C. Il scelle aussi l’engagement définitif de Char pour la migration de l’humanité dans les colonies spatiales.
Malgré la victoire de l’AEUG sur les Titans et la fin du conflit de Gryps, Char est défait lors de l’ultime bataille par Haman Karn, le chef de la faction Axis Zeon (qui deviendra plus tard Neo Zeon) et est présumé mort. On peut cependant voir son Mobile Suit endommagé dériver avec le cockpit à moitié ouvert pendant le générique de fin.

### Mobile Suit Gundam ZZ
Dans Mobile Suit Gundam ZZ, Bright Noa avoue à Sayla Mass avoir le pressentiment profond que Char est toujours en vie, attendant dans l’ombre le bon moment pour agir. Toutefois, il n’apparaîtra pas de cette série comme c’était prévu à l’origine, le réalisateur Yoshiyuki Tomino ayant reçu les crédits pour créer le film d’animation Mobile Suit Gundam : Char contre-attaque.

### Mobile Suit Gundam: Char contre-attaque
Le film Mobile Suit Gundam : Char contre-attaque, qui marque le retour de Char comme meneur du second mouvement Neo Zeon, se déroule cinq ans plus tard. Dans l’histoire, il projette de faire entrer l’astéroïde Axis en collision avec la Terre pour y créer un hiver nucléaire afin de forcer les hommes à migrer dans l’espace ; il pense en effet que c’est le seul moyen pour les faire évoluer en « newtype ». La seule force pouvant encore s’opposer à lui est Londo Bell, dont le meilleur pilote n’est autre que son rival de toujours : Amuro Ray.
Durant le second mouvement Neo Zeon, les Mobile Suit de Char et d’Amuro sont tous équipés d’un nouveau système de communication psychique (psycommu) appelé « psycoframe ». En effet, Char autorise Anaheim Electronics – le fabricant des machines – à communiquer cette technologie au groupe d’Amuro, souhaitant une dernière épreuve de force équitable entre eux deux. Néanmoins, il est battu en duel et capturé par son rival. Ce dernier fera ensuite tout son possible pour détourner l’astéroïde Axis de la trajectoire de la Terre sous les railleries de Char ; l’effort de volonté implacable du héros et de tous les pilotes qui viennent à son aide entre en résonance avec le système psycoframes de son Nu Gundam et le surcharge, créant au passage une aurore boréale alors qu’il parvient finalement à repousser l’astéroïde. À la suite de ces événements, Char et Amuro son tous deux portés disparus sans que personne sache s’ils sont morts ou non, même si Nanai Miguel affirme que la force vitale de Char a disparu au moment où Amuro a repoussé Axis. Aucune autre indication n’est cependant donnée dans le film ; on peut en revanche noter que la nouvelle qui en est tirée confirme leur mort à tous deux.

### Mobile Suit Gundam Unicorn
Dernière série en date diffusée au Japon sous forme d'OAV, le personnage de Char y est mentionné. Full Frontal, l'un des protagonistes, clamant ouvertement être sa réincarnation, se faisant également appeler la « Comète rouge ». De plus, le seiyū japonais original de Char double également Full Frontal dans cette série.

## Traits caractéristiques du personnage
Les stratégies militaires imaginées par Char privilégient généralement les attaques éclair et l’offensive ; par extension, il déteste être touché par un ennemi même quand il n’encourt aucun dommage, par exemple en étant équipé d’un générateur I-Field sur lequel les tirs n’ont aucun effet.
Il pilote en général des Mobile Suit rouges (Zaku, Z’Gok, Gelgoog, Rick Dias ou encore Sazabi) – exception faite de son MSN-02 Zeong gris-bleu qu’il utilise dans la bataille d’A Baoa Qu et de son MSN-00100 Hyaku Shiki doré (il essayait de montrer qu’il avait changé à ce moment-là). C'est avec son Zaku-II rouge qu'il participe à la bataille de Loum et gagne son surnom de « Comète Rouge ».

### Inspirations
Le nom du personnage est inspiré du chanteur franco-arménien Charles Aznavour (シャルル・アズナヴール, Sharuru Azunavūru), dont la diction est similaire en japonais et dont le créateur de la série était fan, ainsi que d’un personnage de l’anime mecha Yūsha Raideen (勇者ライディーン, Yūsha Raidīn, également créée par Tomino) nommé Charkin.
De par le surnom « La Comète rouge », la couleur rouge des robots de combat et les talents de pilotes, Char est clairement un hommage à l'as de l'aviation allemand Manfred von Richthofen, « le Baron rouge ».

## Mobile Suitpilotés par Char
Char pilote plus d’une dizaine de machines durant les séries où il apparaît, allant des modèles de base aux Mobile Suit les plus perfectionnés. On peut aussi noter qu’il a piloté un Gundam dans Zeta Gundam (le modèle RX-178 Gundam Mk-II). À partie de la bataille finale de la première série (avec son MSN-02 Zeong), ses Mobile Suit personnels sont conçus pour tirer parti de ses facultés de newtype. De plus, Char est le seul personnage de toute la franchise à combattre dans trois batailles finales (en comptant les séries et les films) : dans Mobile Suit Gundam, il affronte Amuro à A Baoa Qu'(avec le MSN-02 Zeong) ; dans Mobile Suit Zeta Gundam, il se bat aux côtés de Kamille Bidan contre Haman Karn et Paptimus Scirocco (membre des Titans) avec le modèle MSN-0100 Hyaku Shiki ; enfin dans Mobile Suit Gundam : Char contre-attaque, il combat de nouveau son rival de toujours Amuro Ray avec le MSN-04 Sazabi.

## Importance dans la culture populaire
Le personnage de Char Aznable occupe dans la culture populaire japonaise un rôle important, un peu à la manière de Dark Vador dans la culture occidentale. Plus qu’un personnage, c’est devenu un emblème de la franchise.
Char Aznable figure régulièrement dans le top 10 des personnages les plus populaires, que ce soit dans les magazines dédiés à l’univers Gundam (comme Gundam Ace) ou dans les magazines génériques sur l’animation (comme Animage) ; la plupart du temps, il dépasse son pendant et rival Amuro Ray. Plus précisément, Gundam Ace le place à maintes reprises premier (ou sur le podium), ce malgré le fait que Char soit différencié de son alter ego Quattro Bajina (souvent bien classé lui aussi). Dans les magazines dédiés aux figurines, on y retrouve invariablement les Mobile Suit rouges de Char. Sur le célèbre forum internet 2channel, la section dédiée à Gundam se nomme シャア専用 (lit. « spécial Char »). Enfin, la plupart des écrits sur l'animation japonaise s'accordent à en faire un personnage des plus célèbres,, et des ouvrages entiers lui ont été consacrés au Japon.
Toutefois, son importance dépasse le simple cadre de la franchise. Il figure ainsi sur une série de timbres intitulée « héros et héroïnes d’animes » et vendue en 2005 au Japon.
Le domaine commercial n’est pas non plus en reste. En effet, la popularité du personnage a été fortement exploitée par Bandai à travers les produits dérivés ou la déclinaison de certains produits à son image (comme une série de Nintendo Gamecube, des téléphones mobiles ou encore une Game Boy Advance SP, dont la campagne publicitaire a fait de nombreuses allusions aux personnages, clamant par exemple que ses piles tiendront trois fois plus longtemps). Ces marchandises sont généralement de couleur rouge et incorpore l’emblème de Zeon ou de Neo Zeon. Exploitant la même veine, GE Consumer Finance (une filiale de General Electric) a créé une carte de crédit « spéciale Char » qui permet de gagner trois fois plus de points bonus que les autres cartes tirées de la franchise. D’une manière générale, ces produits dérivés couvrent un large spectre de marchandises.
Le créateur du personnage, Yoshiyuki Tomino, avoue quant à lui ne pas apprécier ce pillage marketing, estimant que le concept de « produits spécial Char » induisait les consommateurs en erreur en suggérant qu’ils étaient de meilleure qualité que les autres, alors que c’étaient pour la plupart les mêmes peints en rouge. Tomino déclare ainsi lors d’une interview que « multiplier ces produits juste parce qu’ils sont populaires et rentables est impardonnable, car cela n’inculque pas des valeurs sociales saines aux nouvelles générations. »
Enfin, le personnage suscite de nombreuses références à son égard. Ainsi, Daisuke Enomoto (homme d’affaires connu pour être le quatrième touriste spatial) souhaitait effectuer son voyage dans l’espace déguisé en Char Aznable. Dans le domaine de l’animation, il a influencé de nombreux créateurs, dont le dernier en date est probablement Ichirō Ōkouchi à travers Zero (alter ego de Lelouch Lamperouge) dans la série Code Geass ; Ichirō Ōkouchi déclare en effet qu’il tenait absolument à ce que son héros soit masqué pour coller avec l’univers de Sunrise.